# 미국토목학회

미국토목학회(American Society of Civil Engineers) 또는 줄여서 ASCE는 1852년에 창립된 토목공학 전공인들의 직능단체로 본부는 미국 버지니아주 레스턴에 있다. 미국에서 가장 오래된 공학 학회이다. 국적에 관계없이 가입할 수 있다.

## 같이 보기
- 대한토목학회